# 비틀즈의 1965년 미국 투어
비틀즈는 1965년 여름 후반에 미국 (한 번은 캐나다)에서 두 번째 콘서트 투어를 진행했다. 미국의 비틀마니아가 절정에 달했을 때, 그들은 뉴욕의 셰이 스타디움과 할리우드 볼에서의 역사적인 콘서트를 포함하여 야외 스타디움과 실내 아레나를 번갈아 가며 공연했다. 당시 전형적인 "패키지" 공연으로, 여러 아티스트가 출연했다. 비틀즈는 브렌다 할로웨이와 킹 커티스 밴드, 캐니벌 & 더 헤드헌터스, 사운즈 인코퍼레이티드와 같은 서포트 밴드의 공연이 끝난 후 각 쇼에서 단 30분 동안만 공연했다.
투어 종료 후, 비틀즈는 6주간 휴식을 취한 뒤 10월 중순에 다시 모여 앨범 Rubber Soul을 녹음했다.

비틀즈의 1965년 미국 투어 로드맵

## 배경
비틀즈의 매니저인 브라이언 엡스타인은 여름 초 유럽에서 일련의 콘서트를 마친 후 밴드의 두 번째 미국 전역 콘서트 투어를 계획했다. 그룹은 두 번째 장편 영화인 헬프!의 왕실 시사회에 참석하기 나흘 전인 7월 25일 런던에서 투어 리허설을 시작했다. 리허설은 ABC 위크엔드 TV의 블랙풀 나이트 아웃 라이브 공연 준비를 겸했으며, 7월 30일 새빌 극장에서, 그리고 블랙풀의 ABC 극장에서 진행되었다.
1960년대에는 일반적으로 콘서트가 패키지 투어 형식으로 여러 아티스트가 출연했다. 투어 내내 서포트 아티스트는 브렌다 할로웨이와 킹 커티스 밴드, 캐니벌 & 더 헤드헌터스, 그리고 사운즈 인코퍼레이티드였다. 비틀즈 일행은 로드 매니저 닐 아스피날과 맬 에반스, 엡스타인, 홍보 담당자 토니 배로우, 그리고 보통 밴드의 운전사로 일했던 알프 비크넬로 구성되었다. 배로우는 자신의 자서전에서 투어의 주요 홍보 활동은 비틀즈 개개인이 영국 출판물에 제공한 인터뷰가 미국에서 널리 배포되도록 하는 것이었다고 회상한다. 그는 밴드의 엄청난 국제적 인기를 고려할 때 이것이 쉽게 달성되었다고 덧붙였다.

## 셰이 스타디움 콘서트
8월 15일 뉴욕의 퀸스 자치구에 있는 셰이 스타디움에서 열린 첫 공연은 기록을 깨고 그 시대에서 가장 유명한 콘서트 행사 중 하나였다. 이는 관객 수와 수익 창출 면에서 기록을 세웠다. 프로모터 시드 번스타인은 "55,000명 이상의 사람들이 셰이 스타디움에서 비틀즈를 보았습니다. 우리는 쇼 비즈니스 역사상 가장 큰 총액인 304,000달러를 벌었습니다."라고 말했다. 이 기록은 1973년 레드 제플린이 탬파에서 56,000명의 관객 앞에서 공연하기 전까지 미국에서 가장 높은 콘서트 관객 수를 유지했다. 이는 대규모 야외 콘서트가 성공적이고 수익성이 있을 수 있음을 보여주었다. 비틀즈는 공연으로 16만 달러를 받았는데, 이는 무대에 있는 매 초당 100달러에 해당했다. 이 콘서트에는 번스타인이 옹호했던 뉴욕 밴드 더 영 래스컬스가 추가되었다.

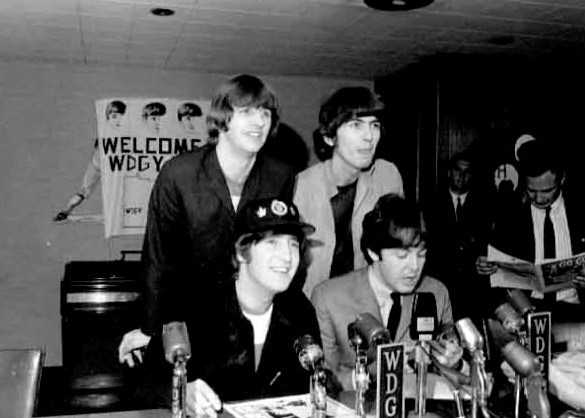
1965년 8월, 미네소타주 헤너핀군 블루밍턴의 메트로폴리탄 스타디움에서 기자회견 중인 비틀즈

비틀즈는 1964년 세계 박람회의 루프탑 항만청 헬리포트까지 뉴욕 에어웨이즈 보잉 버톨 107-II 헬리콥터로 이동한 후, 웰스 파고 장갑차를 타고 셰이 스타디움으로 향했다. 2천 명의 보안 요원이 관객 통제를 위해 현장에 배치되었다. 관객은 경기장 관람 구역에 국한되었으며, 밴드 멤버, 그들의 일행, 보안 요원 외에는 아무도 경기장에 들어갈 수 없었다. 이로 인해 관객은 경기장 중앙의 작은 무대에서 공연하는 밴드와 멀리 떨어져 있었다.
셰이 콘서트에서는 "비틀마니아"가 최고조에 달했다. 콘서트에서 촬영된 영상에는 많은 십대들과 여성들이 울고 소리 지르며 심지어 기절하는 모습이 담겨 있다. 군중 소리는 비틀즈가 경기장에 들어설 때 보안 요원들이 귀를 막는 모습이 보일 정도로 엄청났다. 삼엄한 경비에도 불구하고 콘서트 도중 여러 번 개별 팬들이 경기장에 난입하여 쫓겨나고 제지당해야 했다. 콘서트 영상에는 존 레논이 곡 사이에 관객에게 말을 걸려 할 때 그러한 사건 중 하나를 가볍게 지적하는 모습도 나온다.
귀청이 터질 듯한 군중 소음과 밴드와 관객 사이의 거리로 인해 경기장 내에서는 아무것도 제대로 들을 수 없었다. 복스는 이 투어를 위해 특별히 100와트 앰프를 설계했지만, 여전히 충분히 크지 않았기 때문에 비틀즈는 경기장 내부의 앰프 시스템을 사용했다. 레논은 비틀즈가 공연할 때 소음이 "거칠고" 두 배로 귀청이 터질 것 같았다고 묘사했다. 무대 위 "폴드백" 스피커는 1965년에는 흔하게 사용되지 않았기 때문에 비틀즈는 서로의 연주를 들을 수 없었고, 어떤 종류의 소리가 나오고 있는지, 혹은 그들이 함께 연주하고 있는지 알지 못한 채 그저 노래 목록을 초조하게 연주해야 했다. 콘서트의 비틀즈 부분은 현대적 기준으로 볼 때 매우 짧았지만(단 30분), 스타는 "I Wanna Be Your Man" 대신 "Act Naturally"를 부르기로 선택하면서 1965년 비틀즈 투어의 전형적인 세트리스트였다. 1965년 콘서트의 엄청난 규모에 대해 레논은 나중에 번스타인에게 "시드, 셰이 스타디움에서 저는 산의 정상을 보았습니다."라고 말했다. 배로우는 이를 "비틀마니아의 궁극적인 정점"이자 "그룹의 밝게 빛나는 여름 하지"라고 묘사했다.
밴드는 이 행사의 장관에 놀랐고, 레논은 장난스럽게 미친 듯이 행동했고 클로징 곡인 "I'm Down"을 연주할 때 해리슨을 히스테리컬한 웃음으로 이끌었다. 스타는 나중에 이렇게 말했다. "그 쇼에서 존이 제정신이 아니었다고 생각해요... 정신병이 아니라, 그냥 미쳐버렸죠... 팔꿈치로 피아노를 쳤어요." 음악 평론가 리치 언터버거의 견해에 따르면, "[영화의] 'I'm Down' 피날레보다 더 스릴 넘치는 비틀즈 콘서트 장면은 거의 없다."
이 콘서트에는 롤링 스톤스의 믹 재거와 키스 리처즈 그리고 그들의 매니저 앤드루 루그 올덤이 참석했다. 그 후 비틀즈는 워윅 호텔 스위트룸에서 밥 딜런과 함께 밤과 다음 날 일부를 보냈다.
피트 플린은 셰이 경기장 관리인으로, 1965년에 비틀즈를 무대에서 중앙 필드 게이트까지 운전해 데려다주는 믿기 어려운 일을 했으며, 43년 후인 2008년에 빌리 조엘의 "라스트 플레이 앳 셰이" 콘서트에서 폴 매카트니를 경기장 후문에서 무대까지 운전해 데려다주었다.

## 로스앤젤레스에서의 휴식
비틀즈가 1964년 미국 투어에서 겪었던 끊임없는 일정 때문에 엡스타인은 1965년 투어 중 로스앤젤레스에서 6일간 휴식을 취하게 했다. 이를 위해 엡스타인은 멀홀랜드 드라이브에서 떨어진 베네딕트 캐니언의 베네딕트 캐니언 드라이브 2850번지에 한적한 집을 빌려주었다. 비틀즈는 8월 23일 새벽, 포틀랜드의 메모리얼 콜리시엄에서의 두 번째 공연을 마치고 그곳에 도착했다.
산 중턱에 숨겨진 큰 스페인풍 주택이었다. 밴드 멤버들은 보통 매일 오후 2시에 일어나 대부분의 시간을 수영장에서 휴식을 취하며 베네딕트 캐니언의 파노라마 전경을 즐겼다. 곧 그들의 주소가 널리 알려졌고, 그 지역은 팬들로 북적였다. 팬들은 도로를 막고 가파른 협곡을 오르려 했으며, 어떤 이들은 헬리콥터를 빌려 상공에서 염탐하기도 했다. 지역 경찰서는 그들의 체류 기간 동안 밴드를 보호하기 위해 12명의 경찰관을 배치했고, 이 분대는 번스 에이전시의 보안 요원들로 보강되었다.
비틀즈는 집 밖으로 나가는 것이 불가능하다는 것을 깨닫고 대신 게스트들을 초대했는데, 여기에는 배우 엘리너 브론 (그들의 영화 '헬프!' 공동 출연자)와 포크 가수 존 바에즈가 포함되었다. 8월 24일, 그들은 버즈 (미국의 밴드)의 로저 맥귄과 데이비드 크로스비 그리고 배우 피터 폰다를 접대했다. 8월 27일, 비틀즈는 벨에어의 페루지아 웨이에 있는 그의 집에서 그들의 음악적 영웅인 엘비스 프레슬리를 만났다.

## 할리우드 볼 공연
비틀즈는 로스앤젤레스의 유명한 할리우드 볼에서 두 번의 콘서트를 가졌다. 이 중 두 번째 공연인 8월 30일 공연은 그룹의 최고의 공연 중 하나였으며, 1977년 라이브 앨범 The Beatles at the Hollywood Bowl의 많은 자료를 제공했다.

## 여파 및 유산
시인 앨런 긴즈버그는 8월 22일 포틀랜드에서의 두 공연에 모두 참석했다. 비틀즈와 그들을 팬들로부터 지키는 경찰 병력에 영감을 받아 그는 "포틀랜드 콜리시엄"이라는 시를 지었다.
비틀즈와 그들의 일행은 9월 2일 런던 공항(현재 히스로 공항)에 도착했고, 팬들의 환영을 받았다. 미국에서의 비틀즈의 경험은 그들이 새 앨범 Rubber Soul을 위해 쓰기 시작한 노래들에 영감을 주었다. 이 앨범은 다양하게 모타운 및 스택스 음반사와 계약한 아티스트들의 최신 싱글에 대한 그룹의 노출, 비틀즈가 버즈와 형성한 상호 영향력 있는 관계, 그리고 레논에게 가사에 더 많은 의미를 부여하도록 촉구했던 딜런의 영향을 반영했다. 새로운 노래 중 하나인 "Drive My Car"는 비틀즈가 할리우드 파티에서 만났던 여배우들을 떠올리게 했고, 레논은 처음에 "Run for Your Life"를 프레슬리의 초기 녹음인 "Baby Let's Play House"를 기반으로 했다. 런던으로 돌아온 직후, 레논은 뉴 뮤지컬 익스프레스와의 인터뷰에서 프레슬리와의 만남에 대해 자세히 이야기했다.
다큐멘터리 The Beatles at Shea Stadium은 에드 설리번 (그의 설리번 프로덕션즈 유한회사 명의로), NEMS 엔터프라이즈 유한회사 (1965년 저작권을 소유), 그리고 비틀즈 회사인 수바필름즈 유한회사가 제작했다. 이 프로젝트는 12대의 카메라를 사용하여 혼란과 집단 히스테리를 담아냈다. 비틀즈가 콘서트 녹음 전반의 오디오 문제를 해결하기 위해 런던 스튜디오에서 오버더빙을 마친 후, 이 다큐멘터리는 1966년 3월 영국 TV에서 방영되었다. 이는 1967년 미국 ABC 텔레비전 네트워크에서 방송되었고 이후 불법 복제품으로 널리 유포되었다.
2007년 5월, 실제 인라인 경기장 공공 방송 시스템에서 얻은 셰이 스타디움 공연 전체 녹음이 공개되었다. 이는 모든 오프닝 세트를 포함하여 콘서트의 분 단위 기록을 제공하며, 오버더빙 및 기타 편집으로 변경되지 않았다.

## 세트리스트
공연의 세트리스트는 다음과 같다 (리드 보컬 표시):
1. "Twist and Shout" (축약 버전)[41] (존 레논)[nb 1]
2. "She's a Woman" (폴 매카트니)
3. "I Feel Fine" (레논)
4. "Dizzy Miss Lizzy" (레논)
5. "Ticket to Ride" (레논)
6. "Everybody's Trying to Be My Baby" (조지 해리슨)
7. "Can't Buy Me Love" (매카트니)
8. "Baby's in Black" (레논과 매카트니)
9. "I Wanna Be Your Man" (링고 스타) (셰이 스타디움에서는 스타가 "Act Naturally"를 불렀다)
10. "A Hard Day's Night" (레논, 매카트니와 함께)
11. "Help!" (레논)
12. "I'm Down" (매카트니)

## 투어 날짜

투어 책자 표지

월터 에버렛에 따르면:
| 날짜                       | 도시         | 국가   | 장소                  |
| -------------------------- | ------------ | ------ | --------------------- |
| 1965년 8월 15일            | 뉴욕         | 미국   | 셰이 스타디움         |
| 1965년 8월 17일 (2회 공연) | 토론토       | 캐나다 | 메이플 리프 가든스    |
| 1965년 8월 18일            | 애틀랜타     | 미국   | 애틀랜타 스타디움     |
| 1965년 8월 19일 (2회 공연) | 휴스턴       | 미국   | 샘 휴스턴 콜리시엄    |
| 1965년 8월 20일 (2회 공연) | 시카고       | 미국   | 코미스키 파크         |
| 1965년 8월 21일            | 블루밍턴     | 미국   | 메트로폴리탄 스타디움 |
| 1965년 8월 22일 (2회 공연) | 포틀랜드     | 미국   | 메모리얼 콜리시엄     |
| 1965년 8월 28일            | 샌디에고     | 미국   | 발보아 스타디움       |
| 1965년 8월 29일            | 로스앤젤레스 | 미국   | 할리우드 볼           |
| 1965년 8월 30일            | 로스앤젤레스 | 미국   | 할리우드 볼           |
| 1965년 8월 31일 (2회 공연) | 데일리시티   | 미국   | 카우 팰리스           |

## 악기 및 장비
투어에서 비틀즈가 사용한 악기, 각 멤버별로 표시.
존 레논
- 1964 리켄배커 325 세미할로우 일렉트릭 기타
- 1964 깁슨 J-160E 어쿠스틱/일렉트릭 기타 (백업으로 사용)
- 복스 콘티넨탈 전기 오르간[nb 3]

폴 매카트니
- 1962 호프너 바이올린 할로우 바디 베이스
- 1961 호프너 바이올린 할로우 바디 베이스 (백업으로 사용)

조지 해리슨
- 1963 그레치 테네시안 할로우바디 일렉트릭 기타
- 1963 리켄배커 360/12 신라인 일렉트릭 기타
- 1963 그레치 컨트리 젠틀맨 할로우바디 일렉트릭 기타 (백업으로 사용)

링고 스타
- 루드빅 22인치 베이스 4피스 드럼 키트
- 넘버 5 드롭-T 로고 베이스 드럼 헤드

## 같이 보기
- 비틀즈의 라이브 공연 목록

## 내용주
1. ↑  비틀즈는 레논의 목소리 문제로 미니애폴리스에서는 이 곡을 생략했다.
2. ↑  멕시코시티에서 콘서트를 열 계획은 멕시코 정부의 재량으로 취소되었다.
3. ↑  투어에서 두 대의 오르간이 사용되었다. 레논의 격렬한 연주로 인해 토론토에서 첫 번째 오르간이 손상되어 애틀랜타 공연 이후 교체되었다.[42]